# Besleria elongata
Besleria elongata är en tvåhjärtbladig växtart som beskrevs av Ignatz Urban. Besleria elongata ingår i släktet Besleria och familjen Gesneriaceae. Inga underarter finns listade i Catalogue of Life.